# Scheloribates transplicatus
Scheloribates transplicatus är en kvalsterart som beskrevs av Abdel-Hamid, Al-Assiuty och Trrad 1983. Scheloribates transplicatus ingår i släktet Scheloribates och familjen Scheloribatidae. Inga underarter finns listade i Catalogue of Life.